# Iso-Juures
Iso-Juures är en ö i Finland. Den ligger i sjön Päijänne och i kommunen Sysmä i Sysmä kommun i den ekonomiska regionen  Lahtis  och landskapet Päijänne-Tavastland, i den södra delen av landet, 160 km norr om huvudstaden Helsingfors. Öns area är 1,93 kvadratkilometer och dess största längd är 2,2 kilometer i sydöst-nordvästlig riktning.